# Kastanjekronad sångare
Kastanjekronad sångare (Phylloscopus castaniceps) är en asiatisk liten fågel i familjen lövsångare inom ordningen tättingar.

## Utseende och läte
Kastanjekronad sångare är en mycket liten fågel med en kroppslängd på endast 9,5 centimeter. Som namnet avslöjar är hjässan kastanjefärgad. Den har vidare grå örontäckare, vit buk, gula vingband och gul övergump samt vita inslag i stjärten. Den först nyligen beskrivna sången är en mycket tunn, eterisk och högfrekvent serie.

## Utbredning och systematik
Kastanjekronad sångare delas in i nio underarter med följande utbredning:
- Phylloscopus castaniceps castaniceps – östra Himalaya (Nepal, Sikkim, Bhutan och nordöstra Indien)
- Phylloscopus castaniceps collinsi – Myanmar (södra Shanstaten) till nordvästra Thailand
- Phylloscopus castaniceps laurentei – sydvästra Kina (sydöstra Yunnan)
- Phylloscopus castaniceps sinensis – södra Kina (Shaanxi, Sichuan, nordvästra Fujian) till norra Laos och norra Vietnam
- Phylloscopus castaniceps stresemanni – södra Laos (Bolaven Plateau) och sydvästra Kambodja
- Phylloscopus castaniceps youngi – bergstrakter på thailändska halvön (söder om Kranäset)
- Phylloscopus castaniceps annamensis – bergstrakter i Vietnam (Langbian och Đà Lạt-platån)
- Phylloscopus castaniceps butleri – bergstrakter på Malackahalvön
- Phylloscopus castaniceps muelleri – västra Sumatra (Pegunungan Barisan)

### Släktestillhörighet
Kastanejkronad sångare placeras traditionellt i släktet Seicercus. DNA-studier visar dock att arterna i släktet inte är varandras närmaste släktingar, där vissa arter istället står närmare arter i Phylloscopus. Olika auktoriteter hanterar detta på olika vis. De flesta expanderar numera Phylloscopus till att omfatta hela familjen lövsångare, vilket är den hållning som följs här. Andra flyttar ett antal Phylloscopus-arter till ett expanderat Seicercus. Artens närmaste släktingar är gulbröstad sångare och sundasångare.

### Familjetillhörighet
Lövsångarna behandlades tidigare som en del av den stora familjen sångare (Sylviidae). Genetiska studier har dock visat att sångarna inte är varandras närmaste släktingar. Istället är de en del av en klad som även omfattar timalior, lärkor, bulbyler, stjärtmesar och svalor. Idag delas därför Sylviidae upp i ett antal familjer, däribland Phylloscopidae. Lövsångarnas närmaste släktingar är familjerna cettior (Cettiidae), stjärtmesar (Aegithalidae) samt den nyligen urskilda afrikanska familjen hylior (Hyliidae).

## Levnadssätt
Kastanjekronad sångare bebor subtropiska fuktiga bergsskogar med inslag av ek och rhododendron. Den lever av mycket små ryggradslösa djur som den mycket aktivt och akrobatiskt födosöker efter längst ut i bladverken i trädkronor. Den häckar mellan februari och juli när regnperioden inleds, i indiska delen av Himalaya mest mellan april och juni. Kastanjekronad sångare är huvudsakligen en stannfågel, men vissa kan röra sig till lägre regioner efter häckning.

## Status och hot
Arten har ett stort utbredningsområde, men tros minska i antal, dock inte tillräckligt kraftigt för att den ska betraktas som hotad. Internationella naturvårdsunionen IUCN listar arten som livskraftig (LC). Världspopulationen har inte uppskattats men den beskrivs som lokalt vanlig.